# Chiracha
Chiracha är en vulkan i Etiopien. Den ligger i den centrala delen av landet, 270 km söder om huvudstaden Addis Abeba. Toppen på Chiracha är 1 650 meter över havet, eller 234 meter över den omgivande terrängen. Bredden vid basen är 5,4 km.
Terrängen runt Chiracha är kuperad åt sydost, men åt nordväst är den platt. Runt Chiracha är det tätbefolkat, med 297 invånare per kvadratkilometer. Det finns inga samhällen i närheten. Trakten runt Chiracha består i huvudsak av gräsmarker.